# ديريك كيلر (ملحن)
ديريك كيلر (بالإنجليزية: Derek Keller)‏ هو ملحن أمريكي، ولد في 1971.